# La 2
La 2, coneguda històricament amb el nom d'UHF, La Segona Cadena o Cadena II i en els anys 80 com TVE-2, és la segona cadena de Televisió Espanyola. El canal va començar les seves emissions l'1 de gener de 1965 i la programació regular el 15 de novembre de 1966.
És un canal temàtic que destaca per tenir una programació cultural i divulgativa.

## Història

### Inicis de l'UHF
Quan la tecnologia de l'UHF es va començar a implantar a Espanya, el ministre d'Informació i Turisme Manuel Fraga Iribarne va decidir que Televisió Espanyola posés en marxa, igual que feien altres cadenes europees, un segon canal de televisió que emetés sota aquesta tecnologia. L'1 de gener de 1965, sota la direcció de Salvador Pons, van començar les emissions en proves de l'UHF, el segon canal de televisió. L'emissió de les proves es va restringir a Madrid i comprenia 3 hores diàries, des de les 21:00 fins a les 00:00 hores. La programació regular va començar el 15 de novembre de 1966 i ja podia veure's a altres punts d'Espanya com la ciutat de Barcelona.

### Com a TVE-2
Durant els anys 60 i 70 TVE-2 es va consolidar com un canal minoritari i cultural, en el qual al seu torn es realitzarien proves de formats experimentals que més tard tindrien la seva cabuda a TVE-1. Es van produir programes documentals especials, es va augmentar la programació esportiva, es va introduir televisió educativa i es van emetre cicles de pel·lícules minoritàries o dedicats a directors concrets. La seva programació va continuar restringida, i cap al 1980 la programació de dilluns a divendres començava a les 20:00 i durava fins a les 00:00, tot i que en caps de setmana l'horari d'emissió s'ampliava a les 16:00.
Després de la caiguda del franquisme es va augmentar la producció pròpia i informativa, i es van produir espais importants per a la televisió pública com el programa de debats "La Clave". També s'assentarien en algunes comunitats com Catalunya la posada en marxa de desconnexions territorials dins d'un circuit territorial. Posteriorment, el canal va ampliar les seves hores d'emissió aprofitant la Copa del Món de Futbol de 1982 i TVE-2 va arribar per fi a tenir una cobertura total a tot l'estat, amb la posada en marxa del canal a les Illes Canàries. Durant aquests anys també s'estrenen alguns programes històrics com Estadio 2 i també s'introdueix per primera vegada un logotip per al canal.

### Com a La 2
Amb l'arribada de les televisions privades es produeix un procés de renovació a TVE-2. A partir de 1989, el canal es comença a definir més clarament com a canal de vocació cultural i minoritari, i passa a anomenar-se La 2 des de 1990 amb el procés concloent per complet a mitjans de 1991, quan la cadena canvia per complet la seva imatge corporativa. Sota la nova denominació es va procurar emfatitzar els continguts culturals del canal i apropar les franges de la cadena a públics minoritaris i espais més arriscats, mentre que La Primera tindria un enfocament generalista. La cadena tindria com a lema La 2, para una immensa minoría.
Durant els anys 90 es realitzarien programes com Alucine, Cifras y letras, Documentos TV, Bit a biti La estrella es el cine. També es van dur a terme projectes com Lingo, Makinavaja o El peor programa de la semana, i es van potenciar les retransmissions esportives (especialment la Lliga ACB, el tennis i el ciclisme) i els serveis informatius, amb la posada en marxa de La 2 Noticias. Amb l'arribada de la dècada del 2000 des de l'1 de gener el canal passà a emetre les 24 hores del dia. Durant aquest període va perdre audiència, encara que va mantenir la seva imatge de canal cultural amb la programació de documentals, programes d'entrevistes, espais de servei públic i altres espais com Saber y Ganar, Redes, La noche temática o Versión Española.
El 2004 es produeixen una sèrie de canvis importants al segon canal: els serveis informatius es remodelen perquè Fran Llorente, presentador de La 2 Noticias, és elegit director d'informatius. També es produeix un relleu a la graella i la nova direcció intenta reorientar l'oferta de La 2 a un canal cultural enfocat al públic juvenil. El canvi més destacat es produeix amb l'avançament del prime-time a les 21:30, la desaparició gradual de programes regionals (excepte els espais a Catalunya i Canàries) i l'entrada a la graella de sèries estatunidenques i programes de producció pròpia, tant dels serveis informatius com d'entreteniment.
El setembre de 2008 s'introduiran canvis històrics en tots els canals de la Corporació de Ràdio i Televisió Espanyola RTVE, que suposaran l'assimilació de tots els canals mitjançant logotips corporatius que unifiquin la marca comercial del grup. Això vol dir que La 2, igual que La 1, tindrà un logotip nou, que va ser presentat en un avanç el juny de 2008, i que segueix mantenint el color verd com a color corporatiu.
A partir de 2010 TVE promociona La 2 com un canal de participació ciutadana, sobretot amb el magazín Para todos, La 2, encara pendent d'estrena. A més, el prime time del canal comença a ser dedicat a l'emissió de cinema espanyol, europeu i independent. Juntament amb el canvi horari de La 2 Noticias i Tras La 2, la nova estratègia pretén rellançar el canal, amb l'arribada de l'apagada analògica i una major oferta de canals a la TDT.

## Programació
A diferència del seu canal germà La 1, La 2 no és un canal obertament generalista, i és famós per un estil de programació cultural i minoritària. Així presenta documentals, pel·lícules de caràcter independent i clàssiques, sèries de televisió estatunidenques com Mujeres Desesperadas, Perdidos, Will & Grace, A dos metros bajo tierra, Veronica Mars, entre d'altres. També mostra programes d'entreteniment alternatius com Muchachada Nui, espais divulgatius com Redes i espais de servei públic. En aquest sentit, guarda similituds amb altres cadenes com la BBC Two al Regne Unit.
Els seus programes informatius també tenen un enfocament més diferenciat que els Telediarios de La 1, així com una major profunditat. El seu major exponent és La 2 Noticias, que va començar a funcionar l'any 1994. Durant el govern d'Aznar els informatius de les 22:00 presentats per Lorenzo Milá (i posteriorment per Fran Llorente) van ser vistos per algunes persones com una refrescant alternativa al que molts consideraven propaganda del govern a La 1, tot i que ambdós canals són de propietat estatal. Després de la victòria dels socialistes a les eleccions generals de 2004, Milá va reemplaçar a Alfredo Urdaci com a presentador del Telediario 2 a La 1, i Fran Llorente va passar a la Direcció d'Informatius.
Tots dos canals de TVE mostraven anuncis durant i entre els programes, fins que l'1 de setembre de 2009 una llei va prohibir a TVE la contractació d'aquesta. Actualment, s'ha deixat d'emetre publicitat des de l'1 de gener de 2010 en tots els canals de Televisió Espanyola.

### Programes musicals[5]
Eurovision Young Musicians (2018-)
El Palco
Los conciertos de Radio 3 en la 2
Los conciertos de la 2
La hora Musa (2018) Maika Makovski
Clásicos y reverentes (2017-)
Músics
This is opera
Ritmo urbano
Virtuosos
Más que en vivo (2014) Berta Collado i Jordi Mestre.
Música ligerísima (2014-2015)
Cachitos de hierro y cromo (2013) Virginia Díaz
No disparen al pianista (2007-2009) Ruth Jiménez.
i Pop (2006) Jesús Ordovás i la China Patino
La Tierra de las 1000 músicas (2005) Joaquín Luqui.
Zona franca (1995-1996) Arancha de Benito i Tony Aguilar.
Clip, clap, video (1991-1995)
Ponte las pilas (1991-1992) Benjamin Barrington, Arancha de Benito i Dani Martín.
Plàstic (1989-1991) Tinet Rubira, David Bagès i Marisol Galdón.
FM 2 (1988-1989) Christina Rosenvinge.
Musiquísimos (1987-1988) Rafa Izurquiza.
La Voz humana (1986-1988)
Auambabuluba balambambú (1985-1986) Carlos Tena.
Jazz entre amigos (1984-1991) Juan Claudio Cifuentes.
Pop que (1984) Carlos Tena.
La edad de oro (1983-1985) Paloma Chamorro.
Musical express (1980-1983) Àngel Casas.
Popgrama (1977-1981) Carlos Tena i Diego A. Manrique.
Musical pop (1974-1976) Ramón Trecet.
Mundo pop (1974) Fernando Garciapelayo.
Último Grito (1968) José María Íñigo i Judy Stephen.

## Programació en català
Les desconnexions regionals en català de La 2, assoliren un paper important en el marc de la societat catalana durant la dècada dels 60. Espais com l'informatiu diari Miramar, Giravolt, Personatges, Vostè pregunta, Tot art, Lletres catalanes, Memòria popular, Terra d'escudella i altres van contribuir a consolidar un concepte de servei públic de televisió.
Alguns dels programes emesos en català són;
- 135 escons
- Amb ulls de dona
- Berenar a Sant Cugat
- Catalunya Avui
- Continuarà...
- Doctor Caparrós, medicina general
- El Rondo
- Els camins de la calma
- Els nous catalans
- Geometria variable
- Giravolt
- Gran Angular
- L'informatiu
- La banda
- Mare Nostrum
- Oficis que es perden
- Senyores i senyors
- Teatre Català
- Terra d'escudella
- Vostè pregunta

## Audiències
Evolució de la quota de pantalla mensual, segons les mesures d'audiència elaborats a Espanya per TNS. En negreta, els mesos en què va ser líder d'audiència.
| Any  | Gener | Febrer | Març  | Abril | Maig  | Juny  | Juliol | Agost | Setembre | Octubre | Novembre | Desembre | Mitjana anual |
| ---- | ----- | ------ | ----- | ----- | ----- | ----- | ------ | ----- | -------- | ------- | -------- | -------- | ------------- |
| 1990 | 24,0% | 24,3%  | 24,0% | 23,3% | 22,4% | 26,5% | 19,3%  | 16,3% | 15,8%    | 16,6%   | 14,9%    | 14,5%    | 20,2%         |
| 1991 | 15,2% | 14,9%  | 14,3% | 14,1% | 16,4% | 15,7% | 14,7%  | 13,2% | 12,8%    | 13,9%   | 13,2%    | 12,5%    | 14,2%         |
| 1992 | -     | -      | -     | -     | -     | -     | -      | -     | -        | -       | -        | -        | 12,9%         |
| 1993 | -     | -      | -     | -     | -     | -     | -      | -     | -        | -       | -        | -        | 9,6%          |
| 1994 | 9,5%  | 9,7%   | 9,9%  | 9,5%  | 9,3%  | 10,5% | 11,4%  | 11,4% | 9,7%     | 9%      | 9,6%     | 9,3%     | 9,8%          |
| 1995 | 9,4%  | 9,4%   | 9,2%  | 9%    | 9,4%  | 9,3%  | 10,3%  | 10,2% | 9%       | 8%      | 8,6%     | 7,8%     | 9,2%          |
| 1996 | 7,9%  | 8,1%   | 7,9%  | 7,8%  | 8,5%  | 8,6%  | 14,0%  | 11,0% | 9,1%     | 9,3%    | 9,2%     | 8,8%     | 9,0%          |
| 1997 | 8,4%  | 8,4%   | 8,6%  | 8,6%  | 8,9%  | 9,1%  | 9,2%   | 10,1% | 9,5%     | 8,7%    | 8,8%     | 8,9%     | 8,9%          |
| 1998 | 8,8%  | 8,5%   | 8,5%  | 8,5%  | 8,8%  | 9,2%  | 9,0%   | 9,1%  | 9,3%     | 8,8%    | 8,8%     | 7,9%     | 8,8%          |
| 1999 | 7,7%  | 7,4%   | 7,6%  | 8,5%  | 8,5%  | 8,3%  | 8,5%   | 10,0% | 8,2%     | 7,8%    | 7,5%     | 7,5%     | 8,1%          |
| 2000 | 7,7%  | 7,6%   | 7,7%  | 8,0%  | 7,6%  | 7,8%  | 8,0%   | 7,7%  | 9,3%     | 7,6%    | 7,6%     | 8,3%     | 7,9%          |
| 2001 | 7,4%  | 7,5%   | 7,7%  | 7,6%  | 7,8%  | 7,5%  | 8,1%   | 8,4%  | 8,4%     | 8,3%    | 8,0%     | 7,6%     | 7,8%          |
| 2002 | 8,0%  | 8,1%   | 7,6%  | 7,3%  | 6,7%  | 6,8%  | 9,0%   | 8,3%  | 8,3%     | 8,0%    | 7,6%     | 7,4%     | 7,7%          |
| 2003 | 7,2%  | 7,4%   | 7,1%  | 7,1%  | 7,3%  | 7,5%  | 8,2%   | 7,9%  | 7,8%     | 6,8%    | 6,5%     | 6,2%     | 7,2%          |
| 2004 | 6,3%  | 6,4%   | 6,2%  | 7,0%  | 6,6%  | 6,9%  | 7,6%   | 10,1% | 6,8%     | 6,3%    | 6,3%     | 6,4%     | 6,8%          |
| 2005 | 5,9%  | 6,3%   | 5,7%  | 6,1%  | 5,8%  | 5,9%  | 6,5%   | 6,1%  | 6,1%     | 5,1%    | 5,1%     | 4,8%     | 5,8%          |
| 2006 | 4,9%  | 5,0%   | 4,8%  | 5,0%  | 4,8%  | 4,4%  | 5,2%   | 4,9%  | 5,2%     | 5,0%    | 4,7%     | 4,5%     | 4,9%          |
| 2007 | 4,8%  | 4,7%   | 4,2%  | 4,5%  | 4,5%  | 4,8%  | 5,3%   | 5,1%  | 4,6%     | 4,4%    | 4,5%     | 4,4%     | 4,6%          |
| 2008 | 4,4%  | 4,4%   | 4,4%  | 4,6%  | 4,6%  | 4,4%  | 5,1%   | 6,2%  | 4,4%     | 4,1%    | 3,8%     | 3,8%     | 4,5%          |
| 2009 | 4,0%  | 4,2%   | 4,1%  | 4,0%  | 4,0%  | 3,2%  | 4,3%   | 3,7%  | 3,5%     | 3,5%    | 3,6%     | 3,4%     | 3,8%          |
| 2010 | 3,6%  | 3,7%   | 3,5%  | 3,1%  | 3,3%  | 3,1%  | 3,3%   | 3,5%  | 2,8%     | 2,3%    | 2,3%     | 2,3%     | 3,1%          |
| 2011 | 2,7%  | 2,6%   | 2,5%  | 2,5%  | 2,4%  | 2,5%  | 2,5%   | 2,5%  | 2,5%     | 2,7%    | 2,7%     | 2,7%     | 2,6%          |
| 2012 | 2,8%  | 2,7%   | 2,6%  | 2,5%  | 2,6%  | 2,3%  | 2,6%   | 2,6%  | 2,3%     | 2,2%    | 2,1%*    | 2,3%     | 2,5%          |
| 2013 | 2,5%  | 2,4%   | 2,2%  | 2,7%  | 2,3%  | 2,3%  | 2,6%   | 2,7%  | 2,4%     | 2,4%    | 2,3%     | 2,4%     | 2,4%          |
| 2014 | 2,5%  | 2,5%   | 2,5%  | 2,5%  | 2,7%  | 2,7%  | 3,3%   | 3,2%  | 3,0%     | 2,8%    | 2,7%     | 2,8%     | 2,8%          |
| 2015 | 3,0%  | 2,7%   | 2,8%  | 2,9%  | 2,7%  | 2,9%  | 2,8%   | 2,6%  | 2,7%     | 2,6%    | 2,4%     | 2,6%     | 2,7%          |
| 2016 | 2,6%  | 2,5%   | 2,5%  | 2,5%  | 2,5%  | 2,3%  | 2,6%   | 2,8%  | 2,7%     | 2,6%    | 2,6%     | 2,6%     | 2,6%          |
| 2017 | 2,6%  | 2,6%   | 2,6%  | 2,5%  | 2,5%  | 2,6%  | 2,7%   | 2,7%  | 2,5%     | 2,5%    | 2,5%     | 2,6%     | 2,6%          |
| 2018 | 2,7%  | 2,7%   | 2,6%  | 2,5%  | 2,6%  | 2,5%  | 2,6%   | 2,9%  | 2,8%     | 2,8%    | 2,7%     | 2,6%     | 2,7%          |
| 2019 | 2,7%  | 2,6%   | 2,7%  | 2,6%  | 2,7%  | 2,7%  | 2,8%   | 2,8%  | 2,6%     | 2,6%    | 2,7%     | 2,9%     | 2,7%          |
| 2020 | 2,8%  | 2,8%   | 2,7%  | 2,7%  | 2,5%  | 2,8%  | 2,9%   | 3,0%  | 2,9%     | 2,7%    | 2,8%     | 3,2%     | 2,8%          |
| 2021 | 2,9%  | 2,9%   | 2,8%  | 2,8%  | 2,8%  | 2,7%  | 2,8%   | 3,0%  | 3,0%     | 2,8%    | 2,8%     | 3,1%     | 2,9%          |
| 2022 | 3,0%  | 2,9%   | 2,9%  | 3,0%  | 3,0%  | 3,0%  | 3,2%   | 3,4%  | 3,1%     | 2,8%    | 2,8%     | 3,0%     | 3,0%          |
| 2023 | 2,9%  | 2,8%   | 2,7%  | 2,6%  | 2,8%  | 2,8%  | 3,1%   | 3,2%  | 3,0%     | 2,8%    | 2,7%     | 2,9%     | 2,9%          |
| 2024 | 2,8%  | 2,6%   | 2,5%  | 2,6%  | 2,6%  | 2,8%  | 2,9%   | 2,9%  | 2,9%     | 2,7%    | 2,8%     | 3,0%     | 2,8%          |
| 2025 | 3,0%  | 2,8%   | 2,7%  | 2,7%  | 2,9%  | 3,2%  | 3,3%   |       |          |         |          |          |               |